# Allen Janecka
Allen Wayne Janecka (* 3. November 1949 in Colorado County, Texas; † 24. Juli 2003 in Huntsville (Texas) Walker County, Texas) war ein US-amerikanischer Auftragsmörder. Er wurde 2003 hingerichtet.

## Ereignisse
Allen Janecka strangulierte am 15. Oktober 1975 die 60-jährige Gertrude Duff-Smith Zabolio in deren Haus in Houston. Der Mord wurde von ihrem Adoptivsohn Markham Duff-Smith in Auftrag gegeben, wobei Janecka über die Mittelsmänner Walter Waldhauser und Paul MacDonald als Täter angeheuert wurde. Ihr Ehemann Dow Zabolio sollte ebenfalls getötet werden, dieser befand sich jedoch auf Geschäftsreise in Österreich. Janecka konnte die Tötung erfolgreich als Suizid tarnen und kassierte laut Gericht eine Belohnung von 6.500 Dollar. MacDonald soll 3.500 Dollar für seine Unterstützung bei der Vorbereitung erhalten haben. Markham Duff-Smith hatte es auf den Nachlass seiner Adoptivmutter in der Höhe von 190.000 Dollar abgesehen, von dem er sich nun die Hälfte mit seiner Adoptivschwester Diana Wanstrath teilen musste.
Vier Jahre später wollte Markham Duff-Smith auch seine 36-jährige Adoptivschwester Diana Wanstrath und deren 35-jährigen Ehemann John ermorden lassen, um ihr Erbe und die Lebensversicherung ihres Mannes in der Höhe von 500.000 Dollar zu kassieren. Um dieses Vermögen nicht wieder mit einem lebenden Verwandten teilen zu müssen, gab er auch einen Mordauftrag für ihren 14 Monate alten Sohn Kevin. Am 5. Juli 1979 erschoss Janecka die dreiköpfige Familie in ihrem Haus im Südwesten von Houston. Auch diesmal gingen die Ermittler und Gutachter von einem erweiterten Suizid aus. Nach ihrer Darstellung soll Diana ihren Mann in einem Sessel durch zwei Kopfschüsse und dann ihren Sohn durch einen aufgesetzten Kopfschuss in seiner Kinderkrippe getötet haben, bevor sie sich selbst in die rechte Schläfe schoss. Auffallend war die Tatsache, dass keine Waffe am Tatort gefunden werden konnte.
Der Houston Detektive Johnny Bonds glaubte die offizielle Version eines erweiterten Suizides nicht und ermittelte auf eigene Faust weiter. Über die Ex-Frau von Markham Duff-Smith kam er auf die Spur von Allen Janecka, der sich gerade wegen Einbruchs auf Bewährung befand. Im Haus seiner Freundin in Georgia wurde schließlich die Mordwaffe sichergestellt. Janecka wurde im November 1980 verhaftet und legte ein umfassendes Geständnis ab. Paul MacDonald sagte ebenfalls über den Mord an Zabolio aus und wurde deshalb nur zu 16 Jahren Haft verurteilt, jedoch bereits im November 1984 entlassen. Auch Waldhauser sagte umfangreich aus, bekannte sich der Beihilfe an drei Morden schuldig und wurde zu 30 Jahren Haft verurteilt. Er wurde jedoch nach neun Jahren entlassen und zog unter neuem Namen nach Arizona. Duff-Smith wurde zum Tode verurteilt und im Juni 1993 hingerichtet.
Janecka wurde ebenfalls im April 1981 zum Tode verurteilt. Zwar wurde seine Verurteilung im Oktober 1987 wegen eines Fehlers in der Anklageschrift aufgehoben, doch wurde er nach einem erneuten Verfahren im November 1993 wieder zum Tode verurteilt. Das Urteil und die Strafe wurden im November 1996 vom Berufungsgericht bestätigt. Im Juli 2003 wurde er in der Huntsville Unit mit der Giftspritze hingerichtet.